# Amstel Gold Race 2024
L'Amstel Gold Race 2024 est la 58e édition de cette course cycliste masculine sur route. Elle a lieu le 14 avril 2024 et fait partie du calendrier UCI World Tour 2024 en catégorie 1.UWT.

## Présentation
La course est organisée par la Fondation Amstel Gold Race (Stichting Amstel Gold Race). C'est une épreuve de l'UCI World Tour 2024 et la première des trois classiques ardennaises de la saison.

### Parcours
Le parcours de la course se caractérise par de nombreux virages, des routes étroites et de nombreuses pentes courtes mais raides du sud du Limbourg néerlandais. La course se compose d'un parcours habituel débutant par une partie en ligne suivie par deux boucles finales. 33 côtes sont à franchir. Les dernières sont le Keutenberg à 28 km de l'arrivée, le Cauberg à 17 km, le Geulhemmerberg à 14 km et le Bemelerberg à 7,3 km de l'arrivée.

### Équipes
| WorldTeams (18)- Decathlon-AG2R La Mondiale - Alpecin-Deceuninck - Arkéa-B&B Hotels - Astana Qazaqstan Team - Bahrain Victorious - Bora-Hansgrohe - Cofidis - EF Education-EasyPost - Groupama-FDJ - Ineos Grenadiers - Intermarché-Wanty - Team Visma \| Lease a Bike - Lidl-Trek - Movistar Team - Soudal Quick-Step - Team dsm-firmenich PostNL - Team Jayco AlUla - UAE Team Emirates ProTeams (7)- Israel-Premier Tech - Lotto Dstny - Q36.5 Pro Cycling Team - Team Flanders-Baloise - Tudor Pro Cycling Team - Uno-X Mobility - TDT-Unibet |
| |

### Favoris
Le champion du monde Mathieu van der Poel (Alpecin-Deceuninck), qui s’était imposé en 2019, est le grand favori de la classique néerlandaise après son doublé Tour des Flandres - Paris-Roubaix. Parmi les principaux adversaires du Néerlandais, on peut citer le Britannique Tom Pidcock (Ineos Grenadiers), l'Australien Michael Matthews (Jayco AlUla), le Danois Mattias Skjelmose (Lidl-Trek), les Espagnols Pello Bilbao (Bahrain Victorious) et Juan Ayuso (UAE Emirates), les Américains Brandon McNulty (UAE Emirates) et Matteo Jorgenson (Visma Lease a Bike), l'Allemand Maximilian Schachmann (Bora-Hansgrohe), l'Irlandais Ben Healy (EF Education), deuxième de l'édition précédente, les Belges Dylan Teuns (Israel-Premier Tech) et Maxim Van Gils (Lotto Dstny) ainsi que les Français Benoît Cosnefroy (Decathlon AG2R La Mondiale), vainqueur de la Flèche brabançonne quatre jours plus tôt et Romain Grégoire (Groupama-FDJ).

## Récit de la course
À 58 kilomètres de l'arrivée, Louis Vervaeke (Soudal Quick-Step), Paul Lapeira (Décathlon-A2GR) et Mikkel Honoré (EF Education-EasyPost) forment le groupe de tête. Dans l'Eyserbosweg (36 km du terme), Vervaeke est distancé par ses deux compagnons d'échappée. Dans la montée du Keutenberg (28 km de l'arrivée), Lapeira et Honoré sont repris par un groupe de dix coureurs comprenant Tom Pidcock (Ineos Grenadiers), Tiesj Benoot (Visma Lease a Bike), Marc Hirschi (UAE Emirates), Mauri Vansevenant (Soudal Quick-Step), Kévin Vauquelin (Arkéa B&B Hotels), Valentin Madouas et Quentin Pacher (Groupama FDJ), Pello Bilbao (Bahrain Victorious), Roger Adrià (Bora Hansgrohe) et Bauke Mollema (Lidl-Trek). Dans le Cauberg, Honoré est lâché. À l'entrée du dernier tour de 16 kilomètres, les onze hommes de tête comptent 32 secondes d'avance sur le peloton. Trois kilomètres plus loin, dans la montée du Geulhemmerberg, quatre hommes se détachent : Pidcock, Hirschi, Benoot et Vansevenant. Ils réussissent à creuser un écart suffisant sur leurs anciens compagnons d'échappée jusqu'à l'arrivée malgré une tentative de contre-attaque de Lapeira. Mauri Vansevenant lance le sprint de loin mais Tom Pidcock s'impose avec une roue d'avance sur Marc Hirschi. 
Pidcock savoure enfin une victoire à l'Amstel après sa deuxième place de 2021, battu de très peu par Wout van Aert après le résultat d'une photo-finish qui avait fait débat à l'époque.

## Classements

### Classement de la course
| \| Classement général \| Classement général \| Classement général \| Classement général \| Classement général \| \| Coureur \| Coureur \| Pays \| Équipe \| Temps \| \| ------------------ \| ------------------ \| ------------------ \| -------------------------- \| ------------------ \| \| 1er \| Tom Pidcock \| Royaume-Uni \| Ineos Grenadiers \| 5 h 58 min 17 s \| \| 2e \| Marc Hirschi \| Suisse \| UAE Team Emirates \| + 0 s \| \| 3e \| Tiesj Benoot \| Belgique \| Team Visma \\| Lease a Bike \| + 0 s \| \| 4e \| Mauri Vansevenant \| Belgique \| Soudal Quick-Step \| + 0 s \| \| 5e \| Paul Lapeira \| France \| Decathlon-AG2R La Mondiale \| + 0 s \| \| 6e \| Valentin Madouas \| France \| Groupama-FDJ \| + 0 s \| \| 7e \| Bauke Mollema \| Pays-Bas \| Lidl-Trek \| + 0 s \| \| 8e \| Quentin Pacher \| France \| Groupama-FDJ \| + 0 s \| \| 9e \| Pello Bilbao \| Espagne \| Bahrain Victorious \| + 0 s \| \| 10e \| Michael Matthews \| Australie \| Team Jayco AlUla \| + 11 s \| |                   |             |                            |                 |
| |                   |             |                            |                 |
| Source : ProCyclingStats |                   |             |                            |                 |
| Classement général |                   |             |                            |                 |
| Coureur | Coureur           | Pays        | Équipe                     | Temps           |
| 1er | Tom Pidcock       | Royaume-Uni | Ineos Grenadiers           | 5 h 58 min 17 s |
| 2e | Marc Hirschi      | Suisse      | UAE Team Emirates          | + 0 s           |
| 3e | Tiesj Benoot      | Belgique    | Team Visma \| Lease a Bike | + 0 s           |
| 4e | Mauri Vansevenant | Belgique    | Soudal Quick-Step          | + 0 s           |
| 5e | Paul Lapeira      | France      | Decathlon-AG2R La Mondiale | + 0 s           |
| 6e | Valentin Madouas  | France      | Groupama-FDJ               | + 0 s           |
| 7e | Bauke Mollema     | Pays-Bas    | Lidl-Trek                  | + 0 s           |
| 8e | Quentin Pacher    | France      | Groupama-FDJ               | + 0 s           |
| 9e | Pello Bilbao      | Espagne     | Bahrain Victorious         | + 0 s           |
| 10e | Michael Matthews  | Australie   | Team Jayco AlUla           | + 11 s          |

### Classements UCI
La course attribue des points au classement mondial UCI 2024 selon le barème suivant :
| Position           | 1er | 2e  | 3e  | 4e  | 5e  | 6e  | 7e  | 8e  | 9e  | 10e | 11e | 12e | 13e | 14e | 15e | 16e à 20e | 21e à 30e | 31e à 50e | 51e à 55e | 56e à 60e |
| Classement général | 500 | 400 | 325 | 275 | 225 | 175 | 150 | 125 | 100 | 85  | 70  | 60  | 50  | 40  | 35  | 30        | 20        | 10        | 5         | 3         |

## Liste des participants
| Légende | Légende                                                                    | Légende | Légende                                                    |
| ------- | -------------------------------------------------------------------------- | ------- | ---------------------------------------------------------- |
| Num     | Dossard de départ porté par le coureur sur cette Amstel Gold Race          | Pos     | Position à l'arrivée de la course                          |
|         | Indique un maillot de champion national ou mondial, suivi de sa spécialité | NP      | Indique un coureur qui n'a pas pris le départ de la course |
| AB      | Indique un coureur qui n'a pas terminé la course                           | HD      | Indique un coureur qui a terminé la course hors des délais |
| DSQ     | Indique un coureur qui a été disqualifié de la course                      |         |                                                            |

| UAE Team Emirates UAD | UAE Team Emirates UAD      | UAE Team Emirates UAD |
| --------------------- | -------------------------- | --------------------- |
| Num                   | Coureur                    | Pos                   |
| 1                     | Juan Ayuso (ESP)           | 21e                   |
| 2                     | Jan Christen (SUI)         | 30e                   |
| 3                     | Sjoerd Bax (NED)           | 79e                   |
| 4                     | Finn Fisher-Black (NZL)    | 111e                  |
| 5                     | João Almeida (POR)         | 38e                   |
| 6                     | Marc Hirschi (SUI) (route) | 2e                    |
| 7                     | Brandon McNulty (USA)      | 52e                   |

| EF Education-EasyPost EFE | EF Education-EasyPost EFE     | EF Education-EasyPost EFE |
| ------------------------- | ----------------------------- | ------------------------- |
| Num                       | Coureur                       | Pos                       |
| 11                        | Ben Healy (IRL) (route)       | 45e                       |
| 12                        | Richard Carapaz (ECU) (route) | 51e                       |
| 13                        | Owain Doull (GBR)             | 122e                      |
| 14                        | Mikkel Honoré (DEN)           | 28e                       |
| 15                        | Lukas Nerurkar (GBR)          | 114e                      |
| 16                        | James Shaw (GBR)              | 72e                       |
| 17                        | Marijn van den Berg (NED)     | 11e                       |

| Ineos Grenadiers IGD | Ineos Grenadiers IGD     | Ineos Grenadiers IGD |
| -------------------- | ------------------------ | -------------------- |
| Num                  | Coureur                  | Pos                  |
| 21                   | Tom Pidcock (GBR)        | 1er                  |
| 22                   | Michał Kwiatkowski (POL) | 35e                  |
| 23                   | Omar Fraile (ESP)        | AB                   |
| 24                   | Brandon Rivera (COL)     | 83e                  |
| 25                   | Connor Swift (GBR)       | AB                   |
| 26                   | Ben Turner (GBR)         | 115e                 |
| 27                   | Cameron Wurf (AUS)       | AB                   |

| Alpecin-Deceuninck ADC | Alpecin-Deceuninck ADC             | Alpecin-Deceuninck ADC |
| ---------------------- | ---------------------------------- | ---------------------- |
| Num                    | Coureur                            | Pos                    |
| 31                     | Mathieu van der Poel (NED) (route) | 22e                    |
| 32                     | Gianni Vermeersch (BEL)            | AB                     |
| 33                     | Quinten Hermans (BEL)              | 80e                    |
| 34                     | Søren Kragh Andersen (DEN)         | 112e                   |
| 35                     | Axel Laurance (FRA)                | 90e                    |
| 36                     | Xandro Meurisse (BEL)              | 93e                    |
| 37                     | Oscar Riesebeek (NED)              | AB                     |

| Team Visma \| Lease a Bike TVL | Team Visma \| Lease a Bike TVL | Team Visma \| Lease a Bike TVL |
| ------------------------------ | ------------------------------ | ------------------------------ |
| Num                            | Coureur                        | Pos                            |
| 41                             | Tiesj Benoot (BEL)             | 3e                             |
| 42                             | Per Strand Hagenes (NOR)       | 107e                           |
| 43                             | Matteo Jorgenson (USA)         | 37e                            |
| 44                             | Milan Vader (NED)              | 109e                           |
| 45                             | Johannes Staune-Mittet (NOR)   | AB                             |
| 46                             | Julien Vermote (BEL)           | 86e                            |
| 47                             | Tosh Van der Sande (BEL)       | AB                             |

| Soudal Quick-Step SOQ | Soudal Quick-Step SOQ       | Soudal Quick-Step SOQ |
| --------------------- | --------------------------- | --------------------- |
| Num                   | Coureur                     | Pos                   |
| 51                    | Antoine Huby (FRA)          | 102e                  |
| 52                    | Mauri Vansevenant (BEL)     | 4e                    |
| 53                    | Gil Gelders (BEL)           | 65e                   |
| 54                    | William Junior Lecerf (BEL) | 56e                   |
| 55                    | Pepijn Reinderink (NED)     | 68e                   |
| 56                    | Jordi Warlop (BEL)          | AB                    |
| 57                    | Louis Vervaeke (BEL)        | 67e                   |

| Team dsm-firmenich PostNL DFP | Team dsm-firmenich PostNL DFP | Team dsm-firmenich PostNL DFP |
| ----------------------------- | ----------------------------- | ----------------------------- |
| Num                           | Coureur                       | Pos                           |
| 61                            | Warren Barguil (FRA)          | AB                            |
| 62                            | Enzo Leijnse (NED)            | 120e                          |
| 63                            | Tim Naberman (NED)            | AB                            |
| 64                            | Oscar Onley (GBR)             | AB                            |
| 65                            | Martijn Tusveld (NED)         | 118e                          |
| 66                            | Frank van den Broek (NED)     | 61e                           |
| 67                            | Kevin Vermaerke (USA)         | 24e                           |

| Bora-Hansgrohe BOH | Bora-Hansgrohe BOH          | Bora-Hansgrohe BOH |
| ------------------ | --------------------------- | ------------------ |
| Num                | Coureur                     | Pos                |
| 71                 | Maximilian Schachmann (GER) | 106e               |
| 72                 | Roger Adrià (ESP)           | 14e                |
| 73                 | Giovanni Aleotti (ITA)      | 74e                |
| 74                 | Alexander Hajek (AUT)       | AB                 |
| 75                 | Bob Jungels (LUX)           | 33e                |
| 76                 | Matteo Sobrero (ITA)        | AB                 |
| 77                 | Frederik Wandahl (DEN)      | 73e                |

| Astana Qazaqstan Team AST | Astana Qazaqstan Team AST    | Astana Qazaqstan Team AST |
| ------------------------- | ---------------------------- | ------------------------- |
| Num                       | Coureur                      | Pos                       |
| 81                        | Samuele Battistella (ITA)    | 53e                       |
| 82                        | Anthon Charmig (DEN)         | 48e                       |
| 83                        | Igor Chzhan (KAZ)            | AB                        |
| 84                        | Yevgeniy Fedorov (KAZ)       | AB                        |
| 85                        | Max Kanter (GER)             | 104e                      |
| 86                        | Christian Scaroni (ITA)      | 32e                       |
| 87                        | Simone Velasco (ITA) (route) | 18e                       |

| Team Jayco AlUla JAY | Team Jayco AlUla JAY   | Team Jayco AlUla JAY |
| -------------------- | ---------------------- | -------------------- |
| Num                  | Coureur                | Pos                  |
| 91                   | Michael Matthews (AUS) | 10e                  |
| 92                   | Lawson Craddock (USA)  | 81e                  |
| 93                   | Anders Foldager (DEN)  | AB                   |
| 94                   | Luke Durbridge (AUS)   | 123e                 |
| 95                   | Felix Engelhardt (GER) | AB                   |
| 96                   | Jan Maas (NED)         | AB                   |
| 97                   | Mauro Schmid (SUI)     | 82e                  |

| Intermarché-Wanty IWA | Intermarché-Wanty IWA   | Intermarché-Wanty IWA |
| --------------------- | ----------------------- | --------------------- |
| Num                   | Coureur                 | Pos                   |
| 101                   | Lorenzo Rota (ITA)      | 19e                   |
| 102                   | Vito Braet (BEL)        | 13e                   |
| 103                   | Francesco Busatto (ITA) | 57e                   |
| 104                   | Dries De Pooter (BEL)   | 89e                   |
| 105                   | Tom Paquot (BEL)        | AB                    |
| 106                   | Alexy Faure Prost (FRA) | AB                    |
| 107                   | Georg Zimmermann (GER)  | 42e                   |

| Lidl-Trek LTK | Lidl-Trek LTK                   | Lidl-Trek LTK |
| ------------- | ------------------------------- | ------------- |
| Num           | Coureur                         | Pos           |
| 111           | Andrea Bagioli (ITA)            | 75e           |
| 112           | Julien Bernard (FRA)            | AB            |
| 113           | Bauke Mollema (NED)             | 7e            |
| 114           | Fabio Felline (ITA)             | AB            |
| 115           | Sam Oomen (NED)                 | 47e           |
| 116           | Mattias Skjelmose (DEN) (route) | 17e           |
| 117           | Toms Skujiņš (LAT)              | 39e           |

| Decathlon-AG2R La Mondiale DAT | Decathlon-AG2R La Mondiale DAT | Decathlon-AG2R La Mondiale DAT |
| ------------------------------ | ------------------------------ | ------------------------------ |
| Num                            | Coureur                        | Pos                            |
| 121                            | Benoît Cosnefroy (FRA)         | 16e                            |
| 122                            | Pierre Gautherat (FRA)         | 98e                            |
| 123                            | Dorian Godon (FRA)             | 36e                            |
| 124                            | Paul Lapeira (FRA)             | 5e                             |
| 125                            | Oliver Naesen (BEL)            | 108e                           |
| 126                            | Valentin Retailleau (FRA)      | 119e                           |
| 127                            | Damien Touzé (FRA)             | 92e                            |

| Arkéa-B&B Hotels ARK | Arkéa-B&B Hotels ARK    | Arkéa-B&B Hotels ARK |
| -------------------- | ----------------------- | -------------------- |
| Num                  | Coureur                 | Pos                  |
| 131                  | Vincenzo Albanese (ITA) | 110e                 |
| 132                  | Anthony Delaplace (FRA) | 69e                  |
| 133                  | Simon Guglielmi (FRA)   | 125e                 |
| 134                  | Laurens Huys (BEL)      | 71e                  |
| 135                  | Mathis Le Berre (FRA)   | 66e                  |
| 136                  | Kévin Vauquelin (FRA)   | 41e                  |
| 137                  | Matîs Louvel (FRA)      | AB                   |

| Groupama-FDJ GFC | Groupama-FDJ GFC               | Groupama-FDJ GFC |
| ---------------- | ------------------------------ | ---------------- |
| Num              | Coureur                        | Pos              |
| 141              | Valentin Madouas (FRA) (route) | 6e               |
| 142              | Lorenzo Germani (ITA)          | 99e              |
| 143              | Romain Grégoire (FRA)          | 12e              |
| 144              | Stefan Küng (SUI)              | 29e              |
| 145              | Quentin Pacher (FRA)           | 8e               |
| 146              | Rémy Rochas (FRA)              | 103e             |
| 147              | Clément Russo (FRA)            | AB               |

| Bahrain Victorious TBV | Bahrain Victorious TBV    | Bahrain Victorious TBV |
| ---------------------- | ------------------------- | ---------------------- |
| Num                    | Coureur                   | Pos                    |
| 151                    | Pello Bilbao (ESP)        | 9e                     |
| 152                    | Nicolò Buratti (ITA)      | 59e                    |
| 153                    | Matevž Govekar (SLO)      | AB                     |
| 154                    | Yukiya Arashiro (JPN)     | 95e                    |
| 155                    | Fran Miholjević (CRO)     | AB                     |
| 156                    | Łukasz Wiśniowski (POL)   | AB                     |
| 157                    | Fred Wright (GBR) (route) | 44e                    |

| Cofidis COF | Cofidis COF            | Cofidis COF |
| ----------- | ---------------------- | ----------- |
| Num         | Coureur                | Pos         |
| 161         | Axel Mariault (FRA)    | AB          |
| 162         | Ben Hermans (BEL)      | AB          |
| 163         | Gorka Izagirre (ESP)   | AB          |
| 164         | Ion Izagirre (ESP)     | AB          |
| 165         | Christophe Noppe (BEL) | AB          |
| 166         | Alexis Renard (FRA)    | AB          |
| 167         | Ludovic Robeet (BEL)   | AB          |

| Movistar Team MOV | Movistar Team MOV         | Movistar Team MOV |
| ----------------- | ------------------------- | ----------------- |
| Num               | Coureur                   | Pos               |
| 171               | Alex Aranburu (ESP)       | 113e              |
| 172               | Jorge Arcas (ESP)         | 121e              |
| 173               | Jon Barrenetxea (ESP)     | AB                |
| 174               | Carlos Canal (ESP)        | 105e              |
| 175               | Davide Formolo (ITA)      | 46e               |
| 176               | Iván García Cortina (ESP) | 84e               |
| 177               | Johan Jacobs (SUI)        | AB                |

| TDT-Unibet TDT | TDT-Unibet TDT           | TDT-Unibet TDT |
| -------------- | ------------------------ | -------------- |
| Num            | Coureur                  | Pos            |
| 181            | Hartthijs de Vries (NED) | 88e            |
| 182            | Owen Geleijn (NED)       | 101e           |
| 183            | Jelle Johannink (NED)    | 55e            |
| 184            | Tomáš Kopecký (CZE)      | 116e           |
| 185            | Zeb Kyffin (GBR)         | 117e           |
| 186            | Lander Loockx (BEL)      | AB             |
| 187            | Adam Ťoupalík (CZE)      | 64e            |

| Uno-X Mobility UXM | Uno-X Mobility UXM           | Uno-X Mobility UXM |
| ------------------ | ---------------------------- | ------------------ |
| Num                | Coureur                      | Pos                |
| 191                | Martin Bugge Urianstad (NOR) | 91e                |
| 192                | Odd Christian Eiking (NOR)   | 25e                |
| 193                | Markus Hoelgaard (NOR)       | 34e                |
| 194                | Anders Johannessen (NOR)     | AB                 |
| 195                | Tobias Johannessen (NOR)     | 70e                |
| 196                | Andreas Leknessund (NOR)     | 26e                |
| 197                | Anders Skaarseth (NOR)       | 97e                |

| Team Flanders-Baloise TFB | Team Flanders-Baloise TFB | Team Flanders-Baloise TFB |
| ------------------------- | ------------------------- | ------------------------- |
| Num                       | Coureur                   | Pos                       |
| 201                       | Kamiel Bonneu (BEL)       | 31e                       |
| 202                       | Toon Clynhens (BEL)       | AB                        |
| 203                       | Lars Craps (BEL)          | AB                        |
| 204                       | Ward Vanhoof (BEL)        | AB                        |
| 205                       | Elias Maris (BEL)         | 87e                       |
| 206                       | Vincent Van Hemelen (BEL) | AB                        |
| 207                       | Dylan Vandenstorme (BEL)  | AB                        |

| Israel-Premier Tech IPT | Israel-Premier Tech IPT | Israel-Premier Tech IPT |
| ----------------------- | ----------------------- | ----------------------- |
| Num                     | Coureur                 | Pos                     |
| 211                     | Simon Clarke (AUS)      | 54e                     |
| 212                     | Jakob Fuglsang (DEN)    | 76e                     |
| 213                     | Krists Neilands (LAT)   | 100e                    |
| 214                     | Corbin Strong (NZL)     | 96e                     |
| 215                     | Dylan Teuns (BEL)       | 15e                     |
| 216                     | Stephen Williams (GBR)  | 43e                     |
| 217                     | Jake Stewart (GBR)      | AB                      |

| Lotto Dstny LTD | Lotto Dstny LTD             | Lotto Dstny LTD |
| --------------- | --------------------------- | --------------- |
| Num             | Coureur                     | Pos             |
| 221             | Maxim Van Gils (BEL)        | 20e             |
| 222             | Jenno Berckmoes (BEL)       | 60e             |
| 223             | Jarrad Drizners (AUS)       | AB              |
| 224             | Pascal Eenkhoorn (NED)      | 58e             |
| 225             | Andreas Kron (DEN)          | 40e             |
| 226             | Mathijs Paasschens (NED)    | AB              |
| 227             | Jonas Gregaard Wilsly (DEN) | 78e             |

| Tudor Pro Cycling Team TUD | Tudor Pro Cycling Team TUD     | Tudor Pro Cycling Team TUD |
| -------------------------- | ------------------------------ | -------------------------- |
| Num                        | Coureur                        | Pos                        |
| 231                        | Sebastian Kolze Changizi (DEN) | AB                         |
| 232                        | Aloïs Charrin (FRA)            | AB                         |
| 233                        | Jacob Eriksson (SWE)           | 94e                        |
| 234                        | Lucas Eriksson (SWE) (route)   | 50e                        |
| 235                        | Miká Heming (GER)              | AB                         |
| 236                        | Alexander Kamp (DEN)           | 27e                        |
| 237                        | Arthur Kluckers (LUX)          | AB                         |

| Q36.5 Pro Cycling Team Q36 | Q36.5 Pro Cycling Team Q36 | Q36.5 Pro Cycling Team Q36 |
| -------------------------- | -------------------------- | -------------------------- |
| Num                        | Coureur                    | Pos                        |
| 241                        | Gianluca Brambilla (ITA)   | 23e                        |
| 242                        | Walter Calzoni (ITA)       | 85e                        |
| 243                        | David de la Cruz (ESP)     | 62e                        |
| 244                        | Mark Donovan (GBR)         | 49e                        |
| 245                        | Alessandro Fancellu (ITA)  | 63e                        |
| 246                        | Damien Howson (AUS)        | 124e                       |
| 247                        | Joey Rosskopf (USA)        | AB                         |

| UAE Team Emirates UAD | UAE Team Emirates UAD      | UAE Team Emirates UAD |
| --------------------- | -------------------------- | --------------------- |
| Num                   | Coureur                    | Pos                   |
| 1                     | Juan Ayuso (ESP)           | 21e                   |
| 2                     | Jan Christen (SUI)         | 30e                   |
| 3                     | Sjoerd Bax (NED)           | 79e                   |
| 4                     | Finn Fisher-Black (NZL)    | 111e                  |
| 5                     | João Almeida (POR)         | 38e                   |
| 6                     | Marc Hirschi (SUI) (route) | 2e                    |
| 7                     | Brandon McNulty (USA)      | 52e                   |

| EF Education-EasyPost EFE | EF Education-EasyPost EFE     | EF Education-EasyPost EFE |
| ------------------------- | ----------------------------- | ------------------------- |
| Num                       | Coureur                       | Pos                       |
| 11                        | Ben Healy (IRL) (route)       | 45e                       |
| 12                        | Richard Carapaz (ECU) (route) | 51e                       |
| 13                        | Owain Doull (GBR)             | 122e                      |
| 14                        | Mikkel Honoré (DEN)           | 28e                       |
| 15                        | Lukas Nerurkar (GBR)          | 114e                      |
| 16                        | James Shaw (GBR)              | 72e                       |
| 17                        | Marijn van den Berg (NED)     | 11e                       |

| Ineos Grenadiers IGD | Ineos Grenadiers IGD     | Ineos Grenadiers IGD |
| -------------------- | ------------------------ | -------------------- |
| Num                  | Coureur                  | Pos                  |
| 21                   | Tom Pidcock (GBR)        | 1er                  |
| 22                   | Michał Kwiatkowski (POL) | 35e                  |
| 23                   | Omar Fraile (ESP)        | AB                   |
| 24                   | Brandon Rivera (COL)     | 83e                  |
| 25                   | Connor Swift (GBR)       | AB                   |
| 26                   | Ben Turner (GBR)         | 115e                 |
| 27                   | Cameron Wurf (AUS)       | AB                   |

| Alpecin-Deceuninck ADC | Alpecin-Deceuninck ADC             | Alpecin-Deceuninck ADC |
| ---------------------- | ---------------------------------- | ---------------------- |
| Num                    | Coureur                            | Pos                    |
| 31                     | Mathieu van der Poel (NED) (route) | 22e                    |
| 32                     | Gianni Vermeersch (BEL)            | AB                     |
| 33                     | Quinten Hermans (BEL)              | 80e                    |
| 34                     | Søren Kragh Andersen (DEN)         | 112e                   |
| 35                     | Axel Laurance (FRA)                | 90e                    |
| 36                     | Xandro Meurisse (BEL)              | 93e                    |
| 37                     | Oscar Riesebeek (NED)              | AB                     |

| Team Visma \| Lease a Bike TVL | Team Visma \| Lease a Bike TVL | Team Visma \| Lease a Bike TVL |
| ------------------------------ | ------------------------------ | ------------------------------ |
| Num                            | Coureur                        | Pos                            |
| 41                             | Tiesj Benoot (BEL)             | 3e                             |
| 42                             | Per Strand Hagenes (NOR)       | 107e                           |
| 43                             | Matteo Jorgenson (USA)         | 37e                            |
| 44                             | Milan Vader (NED)              | 109e                           |
| 45                             | Johannes Staune-Mittet (NOR)   | AB                             |
| 46                             | Julien Vermote (BEL)           | 86e                            |
| 47                             | Tosh Van der Sande (BEL)       | AB                             |

| Soudal Quick-Step SOQ | Soudal Quick-Step SOQ       | Soudal Quick-Step SOQ |
| --------------------- | --------------------------- | --------------------- |
| Num                   | Coureur                     | Pos                   |
| 51                    | Antoine Huby (FRA)          | 102e                  |
| 52                    | Mauri Vansevenant (BEL)     | 4e                    |
| 53                    | Gil Gelders (BEL)           | 65e                   |
| 54                    | William Junior Lecerf (BEL) | 56e                   |
| 55                    | Pepijn Reinderink (NED)     | 68e                   |
| 56                    | Jordi Warlop (BEL)          | AB                    |
| 57                    | Louis Vervaeke (BEL)        | 67e                   |

| Team dsm-firmenich PostNL DFP | Team dsm-firmenich PostNL DFP | Team dsm-firmenich PostNL DFP |
| ----------------------------- | ----------------------------- | ----------------------------- |
| Num                           | Coureur                       | Pos                           |
| 61                            | Warren Barguil (FRA)          | AB                            |
| 62                            | Enzo Leijnse (NED)            | 120e                          |
| 63                            | Tim Naberman (NED)            | AB                            |
| 64                            | Oscar Onley (GBR)             | AB                            |
| 65                            | Martijn Tusveld (NED)         | 118e                          |
| 66                            | Frank van den Broek (NED)     | 61e                           |
| 67                            | Kevin Vermaerke (USA)         | 24e                           |

| Bora-Hansgrohe BOH | Bora-Hansgrohe BOH          | Bora-Hansgrohe BOH |
| ------------------ | --------------------------- | ------------------ |
| Num                | Coureur                     | Pos                |
| 71                 | Maximilian Schachmann (GER) | 106e               |
| 72                 | Roger Adrià (ESP)           | 14e                |
| 73                 | Giovanni Aleotti (ITA)      | 74e                |
| 74                 | Alexander Hajek (AUT)       | AB                 |
| 75                 | Bob Jungels (LUX)           | 33e                |
| 76                 | Matteo Sobrero (ITA)        | AB                 |
| 77                 | Frederik Wandahl (DEN)      | 73e                |

| Astana Qazaqstan Team AST | Astana Qazaqstan Team AST    | Astana Qazaqstan Team AST |
| ------------------------- | ---------------------------- | ------------------------- |
| Num                       | Coureur                      | Pos                       |
| 81                        | Samuele Battistella (ITA)    | 53e                       |
| 82                        | Anthon Charmig (DEN)         | 48e                       |
| 83                        | Igor Chzhan (KAZ)            | AB                        |
| 84                        | Yevgeniy Fedorov (KAZ)       | AB                        |
| 85                        | Max Kanter (GER)             | 104e                      |
| 86                        | Christian Scaroni (ITA)      | 32e                       |
| 87                        | Simone Velasco (ITA) (route) | 18e                       |

| Team Jayco AlUla JAY | Team Jayco AlUla JAY   | Team Jayco AlUla JAY |
| -------------------- | ---------------------- | -------------------- |
| Num                  | Coureur                | Pos                  |
| 91                   | Michael Matthews (AUS) | 10e                  |
| 92                   | Lawson Craddock (USA)  | 81e                  |
| 93                   | Anders Foldager (DEN)  | AB                   |
| 94                   | Luke Durbridge (AUS)   | 123e                 |
| 95                   | Felix Engelhardt (GER) | AB                   |
| 96                   | Jan Maas (NED)         | AB                   |
| 97                   | Mauro Schmid (SUI)     | 82e                  |

| Intermarché-Wanty IWA | Intermarché-Wanty IWA   | Intermarché-Wanty IWA |
| --------------------- | ----------------------- | --------------------- |
| Num                   | Coureur                 | Pos                   |
| 101                   | Lorenzo Rota (ITA)      | 19e                   |
| 102                   | Vito Braet (BEL)        | 13e                   |
| 103                   | Francesco Busatto (ITA) | 57e                   |
| 104                   | Dries De Pooter (BEL)   | 89e                   |
| 105                   | Tom Paquot (BEL)        | AB                    |
| 106                   | Alexy Faure Prost (FRA) | AB                    |
| 107                   | Georg Zimmermann (GER)  | 42e                   |

| Lidl-Trek LTK | Lidl-Trek LTK                   | Lidl-Trek LTK |
| ------------- | ------------------------------- | ------------- |
| Num           | Coureur                         | Pos           |
| 111           | Andrea Bagioli (ITA)            | 75e           |
| 112           | Julien Bernard (FRA)            | AB            |
| 113           | Bauke Mollema (NED)             | 7e            |
| 114           | Fabio Felline (ITA)             | AB            |
| 115           | Sam Oomen (NED)                 | 47e           |
| 116           | Mattias Skjelmose (DEN) (route) | 17e           |
| 117           | Toms Skujiņš (LAT)              | 39e           |

| Decathlon-AG2R La Mondiale DAT | Decathlon-AG2R La Mondiale DAT | Decathlon-AG2R La Mondiale DAT |
| ------------------------------ | ------------------------------ | ------------------------------ |
| Num                            | Coureur                        | Pos                            |
| 121                            | Benoît Cosnefroy (FRA)         | 16e                            |
| 122                            | Pierre Gautherat (FRA)         | 98e                            |
| 123                            | Dorian Godon (FRA)             | 36e                            |
| 124                            | Paul Lapeira (FRA)             | 5e                             |
| 125                            | Oliver Naesen (BEL)            | 108e                           |
| 126                            | Valentin Retailleau (FRA)      | 119e                           |
| 127                            | Damien Touzé (FRA)             | 92e                            |

| Arkéa-B&B Hotels ARK | Arkéa-B&B Hotels ARK    | Arkéa-B&B Hotels ARK |
| -------------------- | ----------------------- | -------------------- |
| Num                  | Coureur                 | Pos                  |
| 131                  | Vincenzo Albanese (ITA) | 110e                 |
| 132                  | Anthony Delaplace (FRA) | 69e                  |
| 133                  | Simon Guglielmi (FRA)   | 125e                 |
| 134                  | Laurens Huys (BEL)      | 71e                  |
| 135                  | Mathis Le Berre (FRA)   | 66e                  |
| 136                  | Kévin Vauquelin (FRA)   | 41e                  |
| 137                  | Matîs Louvel (FRA)      | AB                   |

| Groupama-FDJ GFC | Groupama-FDJ GFC               | Groupama-FDJ GFC |
| ---------------- | ------------------------------ | ---------------- |
| Num              | Coureur                        | Pos              |
| 141              | Valentin Madouas (FRA) (route) | 6e               |
| 142              | Lorenzo Germani (ITA)          | 99e              |
| 143              | Romain Grégoire (FRA)          | 12e              |
| 144              | Stefan Küng (SUI)              | 29e              |
| 145              | Quentin Pacher (FRA)           | 8e               |
| 146              | Rémy Rochas (FRA)              | 103e             |
| 147              | Clément Russo (FRA)            | AB               |

| Bahrain Victorious TBV | Bahrain Victorious TBV    | Bahrain Victorious TBV |
| ---------------------- | ------------------------- | ---------------------- |
| Num                    | Coureur                   | Pos                    |
| 151                    | Pello Bilbao (ESP)        | 9e                     |
| 152                    | Nicolò Buratti (ITA)      | 59e                    |
| 153                    | Matevž Govekar (SLO)      | AB                     |
| 154                    | Yukiya Arashiro (JPN)     | 95e                    |
| 155                    | Fran Miholjević (CRO)     | AB                     |
| 156                    | Łukasz Wiśniowski (POL)   | AB                     |
| 157                    | Fred Wright (GBR) (route) | 44e                    |

| Cofidis COF | Cofidis COF            | Cofidis COF |
| ----------- | ---------------------- | ----------- |
| Num         | Coureur                | Pos         |
| 161         | Axel Mariault (FRA)    | AB          |
| 162         | Ben Hermans (BEL)      | AB          |
| 163         | Gorka Izagirre (ESP)   | AB          |
| 164         | Ion Izagirre (ESP)     | AB          |
| 165         | Christophe Noppe (BEL) | AB          |
| 166         | Alexis Renard (FRA)    | AB          |
| 167         | Ludovic Robeet (BEL)   | AB          |

| Movistar Team MOV | Movistar Team MOV         | Movistar Team MOV |
| ----------------- | ------------------------- | ----------------- |
| Num               | Coureur                   | Pos               |
| 171               | Alex Aranburu (ESP)       | 113e              |
| 172               | Jorge Arcas (ESP)         | 121e              |
| 173               | Jon Barrenetxea (ESP)     | AB                |
| 174               | Carlos Canal (ESP)        | 105e              |
| 175               | Davide Formolo (ITA)      | 46e               |
| 176               | Iván García Cortina (ESP) | 84e               |
| 177               | Johan Jacobs (SUI)        | AB                |

| TDT-Unibet TDT | TDT-Unibet TDT           | TDT-Unibet TDT |
| -------------- | ------------------------ | -------------- |
| Num            | Coureur                  | Pos            |
| 181            | Hartthijs de Vries (NED) | 88e            |
| 182            | Owen Geleijn (NED)       | 101e           |
| 183            | Jelle Johannink (NED)    | 55e            |
| 184            | Tomáš Kopecký (CZE)      | 116e           |
| 185            | Zeb Kyffin (GBR)         | 117e           |
| 186            | Lander Loockx (BEL)      | AB             |
| 187            | Adam Ťoupalík (CZE)      | 64e            |

| Uno-X Mobility UXM | Uno-X Mobility UXM           | Uno-X Mobility UXM |
| ------------------ | ---------------------------- | ------------------ |
| Num                | Coureur                      | Pos                |
| 191                | Martin Bugge Urianstad (NOR) | 91e                |
| 192                | Odd Christian Eiking (NOR)   | 25e                |
| 193                | Markus Hoelgaard (NOR)       | 34e                |
| 194                | Anders Johannessen (NOR)     | AB                 |
| 195                | Tobias Johannessen (NOR)     | 70e                |
| 196                | Andreas Leknessund (NOR)     | 26e                |
| 197                | Anders Skaarseth (NOR)       | 97e                |

| Team Flanders-Baloise TFB | Team Flanders-Baloise TFB | Team Flanders-Baloise TFB |
| ------------------------- | ------------------------- | ------------------------- |
| Num                       | Coureur                   | Pos                       |
| 201                       | Kamiel Bonneu (BEL)       | 31e                       |
| 202                       | Toon Clynhens (BEL)       | AB                        |
| 203                       | Lars Craps (BEL)          | AB                        |
| 204                       | Ward Vanhoof (BEL)        | AB                        |
| 205                       | Elias Maris (BEL)         | 87e                       |
| 206                       | Vincent Van Hemelen (BEL) | AB                        |
| 207                       | Dylan Vandenstorme (BEL)  | AB                        |

| Israel-Premier Tech IPT | Israel-Premier Tech IPT | Israel-Premier Tech IPT |
| ----------------------- | ----------------------- | ----------------------- |
| Num                     | Coureur                 | Pos                     |
| 211                     | Simon Clarke (AUS)      | 54e                     |
| 212                     | Jakob Fuglsang (DEN)    | 76e                     |
| 213                     | Krists Neilands (LAT)   | 100e                    |
| 214                     | Corbin Strong (NZL)     | 96e                     |
| 215                     | Dylan Teuns (BEL)       | 15e                     |
| 216                     | Stephen Williams (GBR)  | 43e                     |
| 217                     | Jake Stewart (GBR)      | AB                      |

| Lotto Dstny LTD | Lotto Dstny LTD             | Lotto Dstny LTD |
| --------------- | --------------------------- | --------------- |
| Num             | Coureur                     | Pos             |
| 221             | Maxim Van Gils (BEL)        | 20e             |
| 222             | Jenno Berckmoes (BEL)       | 60e             |
| 223             | Jarrad Drizners (AUS)       | AB              |
| 224             | Pascal Eenkhoorn (NED)      | 58e             |
| 225             | Andreas Kron (DEN)          | 40e             |
| 226             | Mathijs Paasschens (NED)    | AB              |
| 227             | Jonas Gregaard Wilsly (DEN) | 78e             |

| Tudor Pro Cycling Team TUD | Tudor Pro Cycling Team TUD     | Tudor Pro Cycling Team TUD |
| -------------------------- | ------------------------------ | -------------------------- |
| Num                        | Coureur                        | Pos                        |
| 231                        | Sebastian Kolze Changizi (DEN) | AB                         |
| 232                        | Aloïs Charrin (FRA)            | AB                         |
| 233                        | Jacob Eriksson (SWE)           | 94e                        |
| 234                        | Lucas Eriksson (SWE) (route)   | 50e                        |
| 235                        | Miká Heming (GER)              | AB                         |
| 236                        | Alexander Kamp (DEN)           | 27e                        |
| 237                        | Arthur Kluckers (LUX)          | AB                         |

| Q36.5 Pro Cycling Team Q36 | Q36.5 Pro Cycling Team Q36 | Q36.5 Pro Cycling Team Q36 |
| -------------------------- | -------------------------- | -------------------------- |
| Num                        | Coureur                    | Pos                        |
| 241                        | Gianluca Brambilla (ITA)   | 23e                        |
| 242                        | Walter Calzoni (ITA)       | 85e                        |
| 243                        | David de la Cruz (ESP)     | 62e                        |
| 244                        | Mark Donovan (GBR)         | 49e                        |
| 245                        | Alessandro Fancellu (ITA)  | 63e                        |
| 246                        | Damien Howson (AUS)        | 124e                       |
| 247                        | Joey Rosskopf (USA)        | AB                         |